# Pendergrass (Georgia)
Pendergrass es una ciudad ubicada en el condado de Jackson en el estado estadounidense de Georgia. En el año 2000 tenía una población de 431 habitantes.

## Geografía
Pendergrass se encuentra ubicada en las coordenadas 34°9′51″N 83°40′52″O / 34.16417, -83.68111 (34.164223, -83.681047).
Según la Oficina del Censo, la localidad tiene un área total de 5,2 km² (2 mi²), de la cual 5,2 km² (2 mi²) es tierra y 0 km² (0 mi²) (0.00%) es agua.

## Demografía
Según la Oficina del Censo en 2000 los ingresos medios por hogar en la localidad eran de $33,750, y los ingresos medios por familia eran $37,700. Los hombres tenían unos ingresos medios de $23,750 frente a los $15,179 para las mujeres. La renta per cápita para la localidad era de $11,699. 